# Würrich
Würrich település Németországban, Rajna-vidék-Pfalz tartományban. Lakosainak száma 164 fő (2023. december 31.). Würrich Schwarzen, Belg és Hahn községekkel határos.

## Népesség
A település népességének változása:
| Lakosok száma | 174  | 158  | 164  | 152  | 155  | 164  |
|               | 1975 | 2017 | 2019 | 2021 | 2022 | 2023 |